# Jupe (Kleidung)
Der, die oder das Jupe ist ein aus dem Französischen übernommenes Fremdwort im Deutschen (Aussprache [ʒyp]) (arabischen Ursprungs) für Rock und bezeichnet im 18. und 19. Jahrhundert den Rock, der unter einer Robe getragen wird, im Unterschied zum Kleidrock (unterer Teil eines einteiligen Kleides) und zum Unterrock (Unterkleidung). Ein vollständiger Anzug einer Frau des 18. Jahrhunderts besteht aus der Jupe, dem über dem Schnürleib eingesetzten Stecker und der wie ein Mantel darüber getragenen Robe (manteau) – oder aus Jupe und Jacke.
Das Wort Jupe trägt in der Regel den männlichen Artikel (der, seltener das oder die Jupe) und hat denselben Ursprung wie deutsch Joppe.
In der Schweiz (i. Ggs. zu Deutschland) bezeichnet Jupe ein Kleidungsstück von der Hüfte her abwärts (Halbrock), während Rock ein einteiliges Kleid bezeichnet.
Zur Säuglingsbekleidung gehört das Jüpchen, eine Jacke, die um den Körper gebunden und meist unter dem Strampelanzug getragen wird.